# Lucien Wercollier
Johann Franz Lucian (Lucien) Wercollier (Hollerich, 26 juli 1908 – Luxemburg-Stad, 24 april 2002) was een Luxemburgs beeldhouwer en docent. Hij werd eind 20e eeuw met Robert Brandy en Roger Bertemes gezien als een van de meest vooraanstaande figuren uit de hedendaagse kunst in Luxemburg.

## Leven en werk
Lucien Wercollier was een zoon van beeldhouwer Jean-Baptiste Wercollier en Margaretha Koenig. Hij bezocht de École d'artisans de l'État (1924-1927), de 'Handwierkerschoul' of ambachtsschool in Luxemburg-Stad, als leerling van zijn vader. Hij volgde daarnaast een cursus bij Pierre Blanc. Hij studeerde verder aan de Koninklijke Academie voor Schone Kunsten van Brussel en de École nationale supérieure des beaux-arts (1931-1933) in Parijs, hij kreeg er les van beeldhouwer Henri Bouchard. Hij bezocht vervolgens de Académie Colarossi en kreeg 's avonds tekenlessen in Montparnasse. 
Wercollier keerde terug naar zijn thuisland, waar hij in september 1935 werd benoemd tot professor aan de École d'artisans. Zijn vader gaf er, tot diens pensioen een jaar later- nog les. In 1936 trouwde hij met tandarts Yvonne Schmitt. Uit dit huwelijk werden twee kinderen geboren. Tijdens de Duitse bezetting weigert hij zich aan te sluiten bij de Kulturkammer, hij protesteerde bovendien tegen gedwongen recrutering. In september 1942 werd hij gearresteerd en via de gevangenis in Rollingergrund kwam hij eerst in het concentratiekamp Hinzert terecht, later in een kamp in het Poolse Lublin. Zijn vrouw en kinderen werden naar Silezië gedeporteerd. Wercollier werd in 1943 vrijgelaten en verhuisde met zijn gezin naar een hervestigingskamp in Silezië. In juni 1945 kwam het gezin terug naar Luxemburg en hervatte Wercollier zijn werk aan de ambachtsschool. Tot zijn leerlingen behoorden Jean-Pierre Georg, Liliane Heidelberger, Charles Kohl, Jean Künsch, Ger Maas, Maggy Stein en Alexis Wagner.
Wercollier maakte aanvankelijk figuratieve sculpturen. Na de oorlog zocht hij zoals meerdere Luxemburgse kunstenaars naar vernieuwing. Samen met François Gillen, Victor Jungblut en Joseph Probst richtte Wercollier de Nouvelle Équipe (1948) op en organiseerde met hen de eerste Salon de la Nouvelle Équipe. Twee jaar later toont hij op de tweede Salon zijn eerste niet-realistische beeld, in 1952 zijn eerste abstract werk. In 1954 richtte hij samen met onder anderen Gillen, Frantz Kinnen, Emile Kirscht, Joseph en Colette Probst, Wenzel Profant en Michel Stoffel de groep Iconomaques op. Vanaf 1955 richtte Wercollier zich volledig op abstracte beeldhouwkunst, daarin beïnvloed door het werk van Constantin Brâncuși en Jean Arp.
In 1958 verhuisde het gezin naar Bridel, waar Wercollier tot aan zijn dood zijn atelier had. De straat waar zij woonden werd later naar hem vernoemd. In de jaren 60 ontdekte hij albast en marmer als materiaal voor zijn sculpturen. In 1965 nam hij afscheid van het onderwijs. In 1976 werd hij benoemd tot officier in de Orde van de Eikenkroon. Zijn Le prisonnier politique werd in 1982 gebruikt voor een postzegel van de P&T Luxembourg. Het Franse La Poste maakte in 1996 een postzegel met een Wercolliers tekening van Interpénétration. In 1998 beeldhouwde Wercollier in albast Caresse, het werd de laatste sculptuur die hij voltooide. 
Wercollier overleed in 2002, op 93-jarige leeftijd. Hij werd op de Cimetière Notre-Dame in Limpertsberg. In Briedel, Dudelange en Limpertsberg werden straten naar Wercollier vernoemd. In 2003 was zijn werk, naast dat van onder anderen Per Kirkeby, Emile Kirscht, Robert Mapplethorpe, Joseph Probst, Sonja Roef, Michel Stoffel en Annette Weiwers-Probst, te zien in een tentoonstelling met kunst uit de privécollectie van groothertogin Charlotte van Luxemburg in het Musée National d'Histoire et d'Art.

## Enkele werken
- 1937 sculpturen voor het Luxemburgs paviljoen op de wereldtentoonstelling in Parijs, samen met Auguste Trémont.
- reliëfs voor oorlogsmonumenten in Bertrange (1949), Steinsel (1949), Dudelange (1951), Niederfeulen (1952), Hobscheid (1953) en Capellen (1953).
- 1956 reliëfs voor het Nationaal Stakingsmonument in Wiltz. Het monument ter herdenking van de Luxemburgse algemene staking in 1942 werd ontworpen door zijn broer, de architect Roger Wercollier.[5]
- 1958 Affranchissement, Mondorf-les-Bains.
- 1961 Interpénétration bij de Bank BNP Paribas aan de Boulevard Royal in Luxemburg. In 1979 werd een tweede versie geplaatst bij het Palais de l'Europe in Straatsburg. Een derde versie staat in Washington D.C.
- 1962 La Rampante. Staat sinds 1971 bij het Lycée Michel Rodange in Luxemburg-Stad.
- 1962 L'éternel féminin, Parc Tony-Neuman, Luxemburg-Stad.
- 1963 La Croissance, bij het Hof van Justitie van de Europese Unie in Kirchberg.
- 1965 oorlogsmonument voor Hollerich.
- 1967 L'envol, Parc Tony-Neuman, Luxemburg-Stad.
- 1968 Signe dans l'espace, Cité Frommes, Cents.
- 1969 Le prisonnier politique bij het 'Hinzerter Kräiz' op de begraafplaats in Limpertsberg. Naar een ouder model.
- 1976 La nageuse, in het gemeentehuis van Hesperange.
- 1986 Ascension, Strassen.
- 1992 Les sacrifiés, Strassen.
- 1997 No pasarán (1997), bij het Station Dudelange-Usines.

## Fotogalerij

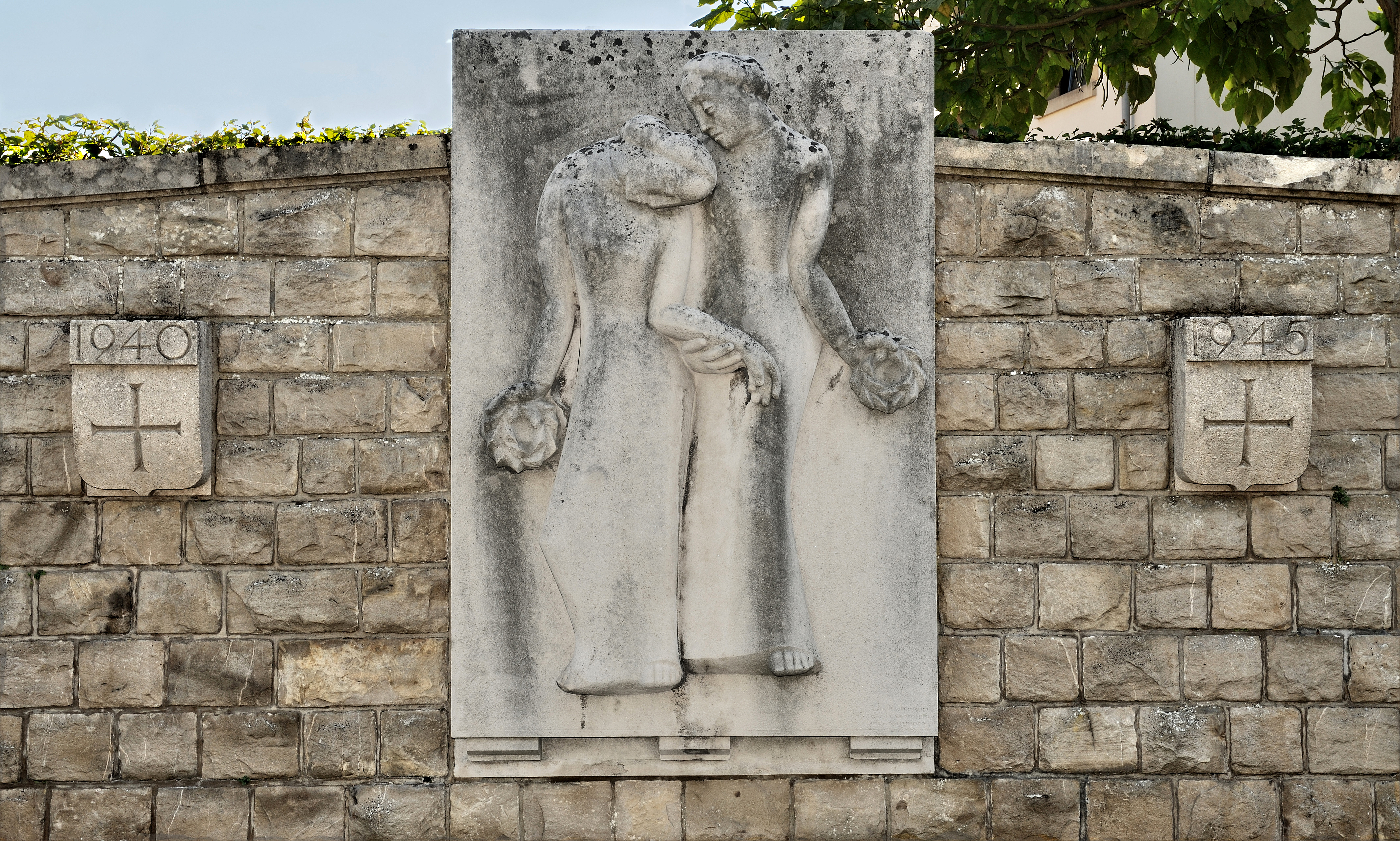
oorlogsmonument (1953), Capellen
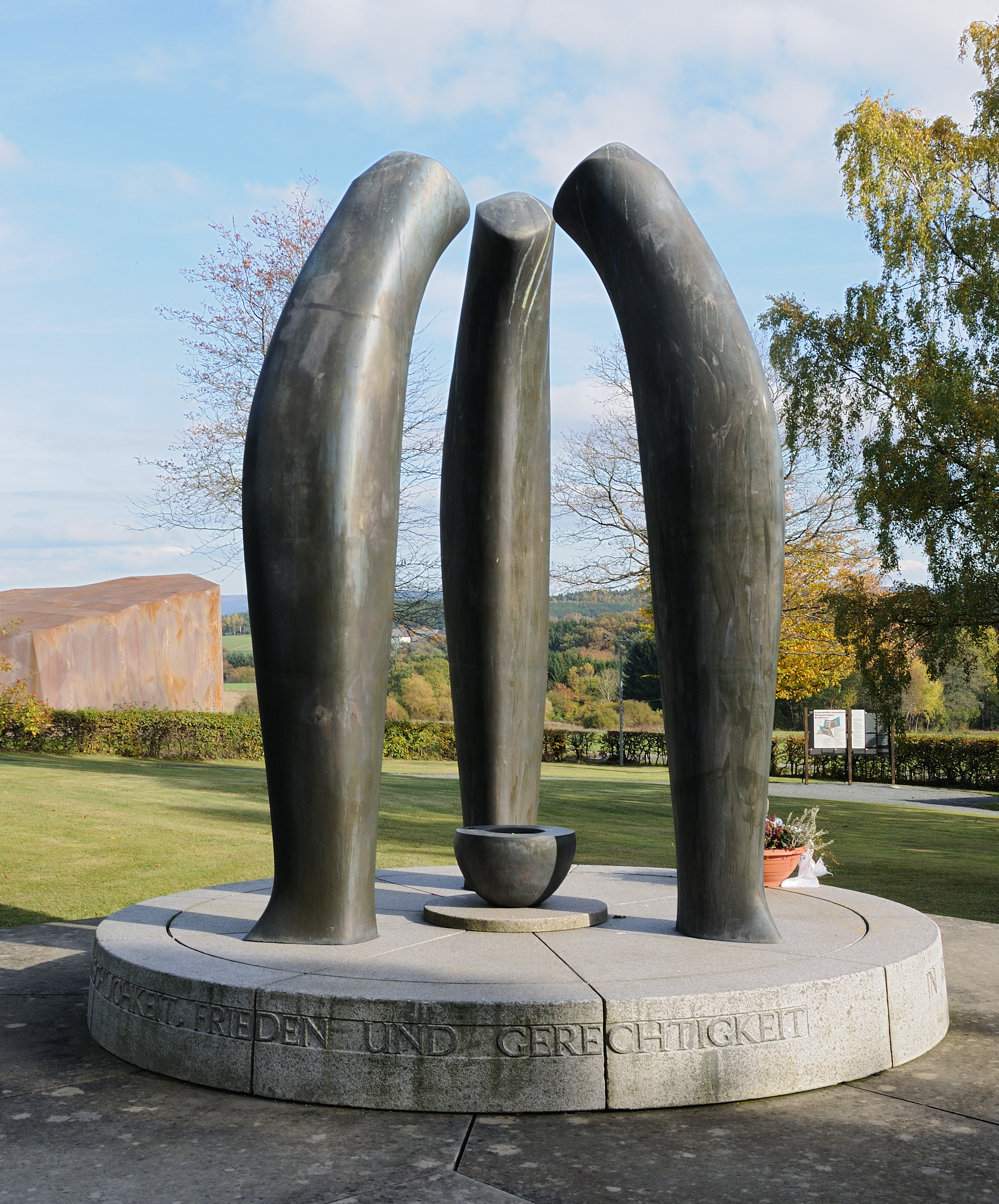
monument (1986), Hinzert
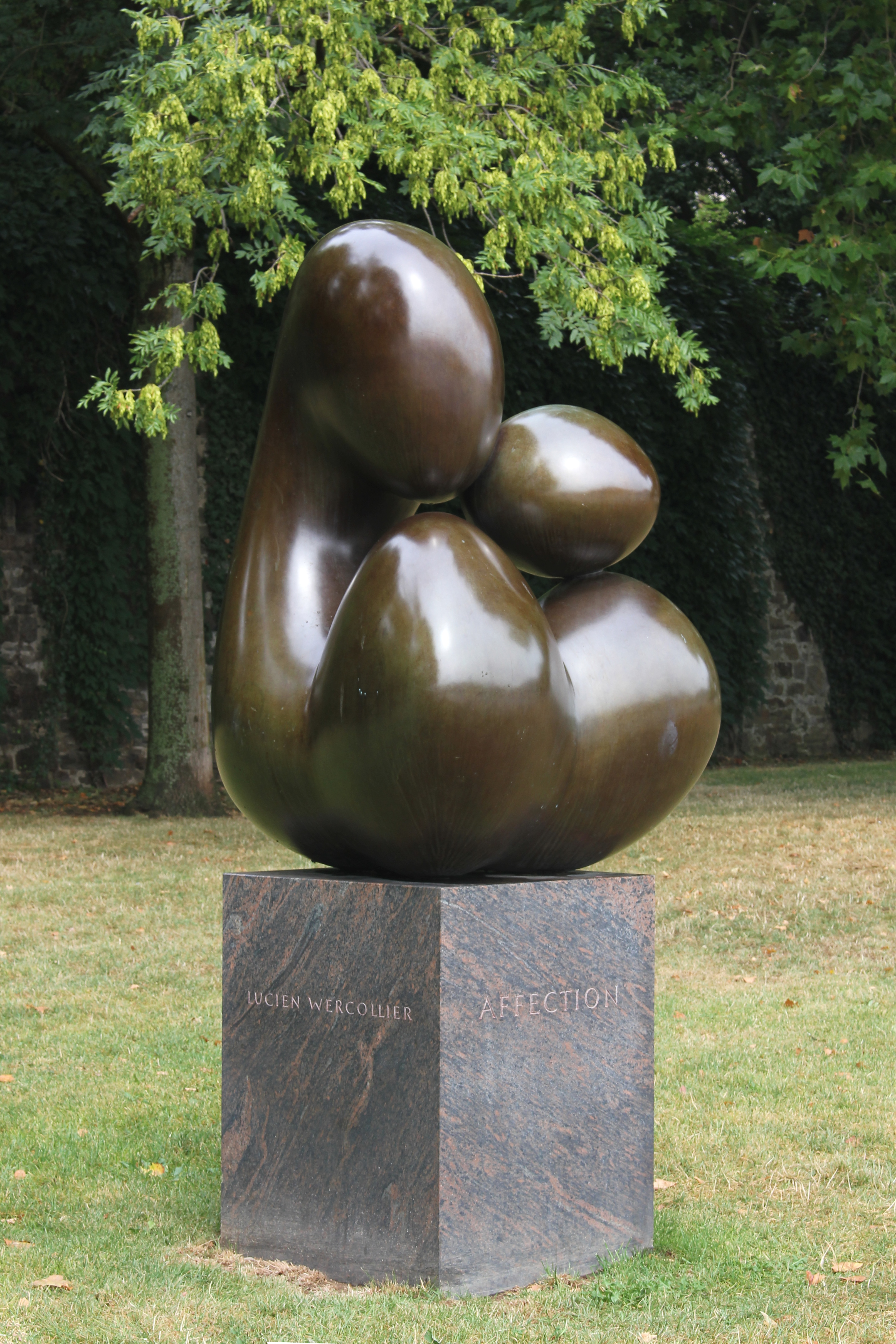
"Affection“,  Koblenz

## Werk in openbare collecties
- Musée national d'archéologie, d'histoire et d'art, Luxemburg
- Musée national d'art moderne, Parijs
- Israëlmuseum, Jeruzalem
- John F. Kennedy Center for the Performing Arts, Washington D.C.
- Miami University Art Museum, Oxford (Ohio)

- Bibliothèque nationale de France: cb12648293m (data)
- Gemeinsame Normdatei: 121023389
- International Standard Name Identifier: 0000 0000 7375 8091
- Library of Congress Control Number: n87896643
- Musée national d'archéologie, d'histoire et d'art: lkl000585
- Nationale Bibliotheek van Israël: 987007509863105171
- Réseau des bibliothèques de Suisse occidentale: 02-A024490326
- RKD-Nederlands Instituut voor Kunstgeschiedenis: 83635
- Système universitaire de documentation: 050554581
- Union List of Artist Names: 500479045
- Virtual International Authority File: 79445406
- WorldCat: E39PBJjxqcF7BcCHh3RGHVG8md